# Scaphiopus couchii
A Scaphiopus couchii a kétéltűek (Amphibia) osztályának békák (Anura) rendjébe és a lapátlábúbéka-félék (Scaphiopodidae) családjába, azon belül a Scaphiopus nembe tartozó faj.

## Nevének eredete
Nevét Darius Nash Couch katonatiszt és természettudós tiszteletére kapta.

## Előfordulása
A Scaphiopus couchii az Amerikai Egyesült Államok déli részén, Colorado állam délkeleti részén és Oklahoma középső területein, Észak-Mexikóban és a Kaliforniai-félszigeten honos. Megtalálható a Sonora-sivatagban is.

## Megjelenése
Testhossza elérheti a 9 cm-t. A többi lapátlábúbéka-félétől eltérően, amelyeknek vízszintes pupillájuk van, a Scaphiopus couchii pupillája függőleges elhelyezkedésű. A hátsó láb alján egy kemény, sötét „ásó” található, amelyről a lapátlábúbéka-félék a nevüket kapták. Ezeknek az ásóknak a segítségével hátrafelé  ássák be magukat a talajba, így csökkentve a vízveszteséget, és így rejtőzjetnek el a ragadozók elől.  A fiatal egyedek gyakran hosszabb ideig maradnak aktívak, mint a kifejlett egyedek, amelyek az év 9-10 hónapjában téli álmot alszanak a felszín alatt 1 m mélyen. A kifejlett egyedek az éves esőzések után, általában májusban bújnak elő, és szeptemberig aktívak maradnak. Időszakos tavakban szaporodnak, és ebben az időszakban általában legfeljebb 20 éjszakán át táplálkoznak sivatagi gerinctelenekkel.

## Természetvédelmi helyzete
A vörös lista a nem fenyegetett fajok között tartja nyilván. Populációja stabil, nem fragmentált. A faj számára a mezőgazdaság és lakott területek jelentenek veszélyt. 